# Liberty Township (comté de Callaway, Missouri)
Liberty Township est un township du comté de Callaway dans le Missouri, aux États-Unis,. En 2010, sa population s'élève à 840 habitants.

## Source de la traduction
- (en) Cet article est partiellement ou en totalité issu de l’article de Wikipédia en anglais intitulé « Liberty Township, Callaway County, Missouri » (voir la liste des auteurs).